# Wiesen-Wachtelweizen
Der Wiesen-Wachtelweizen (Melampyrum pratense) ist ein einjähriger Halbschmarotzer, der mit seinen knotenartig geformten Saugorganen an den Wurzeln anderer Pflanzen, z. B. Fichten, schmarotzt. Sein Name ist wenig zutreffend, da er fast nie in Wiesen vorkommt.

## Beschreibung
Der Wiesen-Wachtelweizen wird 10 bis 50 Zentimeter groß und blüht zwischen Mai und August. Seine Blüten weisen lanzettliche grüne Deckblätter auf, die ganzrandig sind und am Grund keilartig verschmälert und abgerundet sind. Die Einzelblüten stehen in einseitswendigen Ähren, wobei die unteren entfernt stehen. Die 12 bis 20 Millimeter lange Krone ist gelblichweiß bis sattgelb gefärbt, ist keulenartig geformt und bildet eine lange gerade Röhre. Selten kann sie auch purpurn überlaufen sein. Die Kronröhre ist mindestens doppelt so lang wie der unbehaarte Kelch, dessen Kelchzähne fast anliegend sind. Die Kapselfrüchte sind zweispaltig und enthalten nur wenig Samen. 

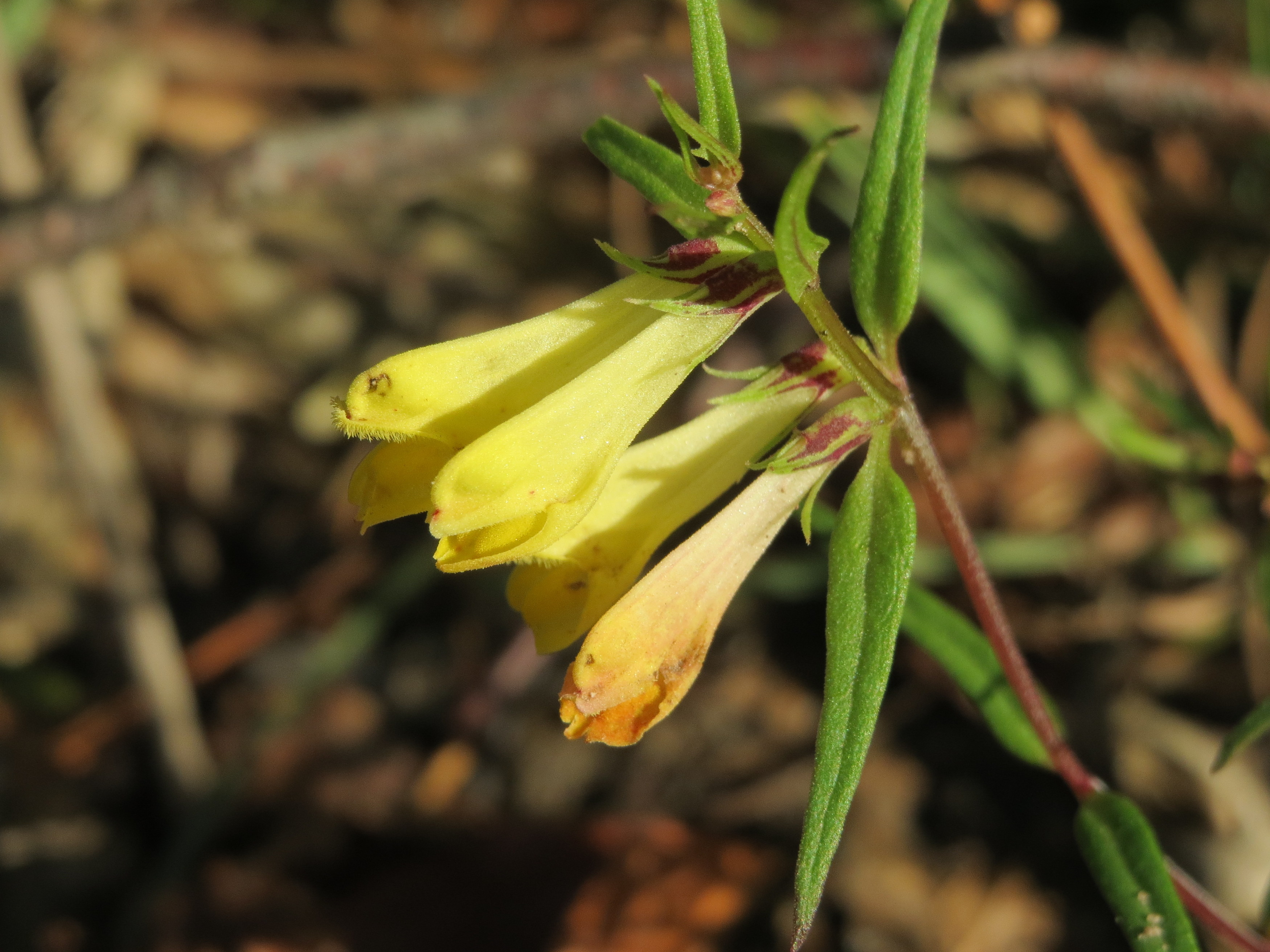
Blütenstand

Die Chromosomenzahl der Art ist 2n = 18.

## Vorkommen
Der Wiesen-Wachtelweizen wächst in mäßig trockenen, lichten Laub-, Laubmisch- und Fichtenwäldern sowie an deren Rändern und in bodensauren Zwergstrauchheiden. Kalkhaltige Böden werden gemieden. In Deutschland ist es die häufigste Wachtelweizen-Art mit weiter Verbreitung, regional jedoch nur zerstreutem, in einigen Teilen sogar seltenem Vorkommen. Insgesamt ist er von Europa bis nach West-Sibirien verbreitet.
In den Allgäuer Alpen steigt er am Hüttenkopf östlich der Koblachhütte in Bayern bis zu 1965 m Meereshöhe auf.

## Systematik
Die Pflanzenart weist einen besonderen Saisondimorphismus aus. Er kann je nach Jahreszeit und Umweltbedingungen verschiedene Ökotypen ausbilden, die oft in vernale, aestivale und autumnale Jahreszeiten-Typen und campicole und monticole Höhen-Typen unterschieden werden. Taxonomisch werden diese Ökotypen von einigen Autoren als Unterarten angesehen, doch ist deren Stellung umstritten.

### Unterarten
Die Art ist sehr formenreich und bildet wenig-verzweigte Sommer- und stark-verzweigte Herbstformen. 
Als wichtigste Unterarten können unterschieden werden:

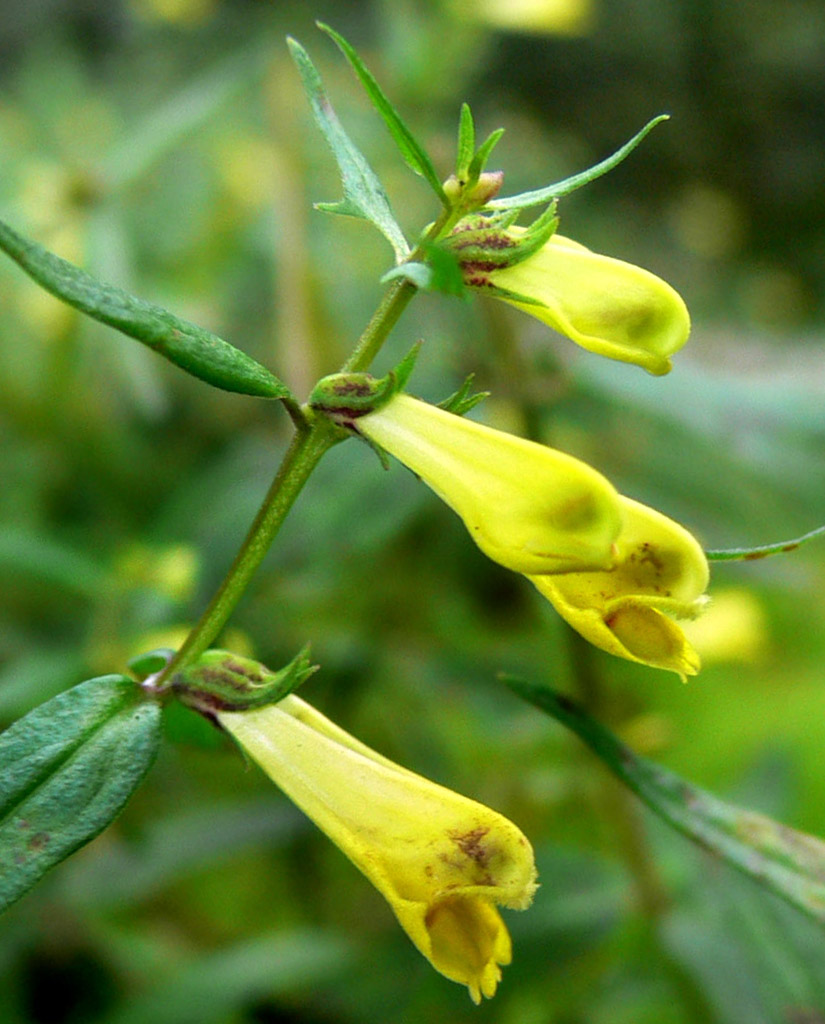
Melampyrum pratense subsp. pratense

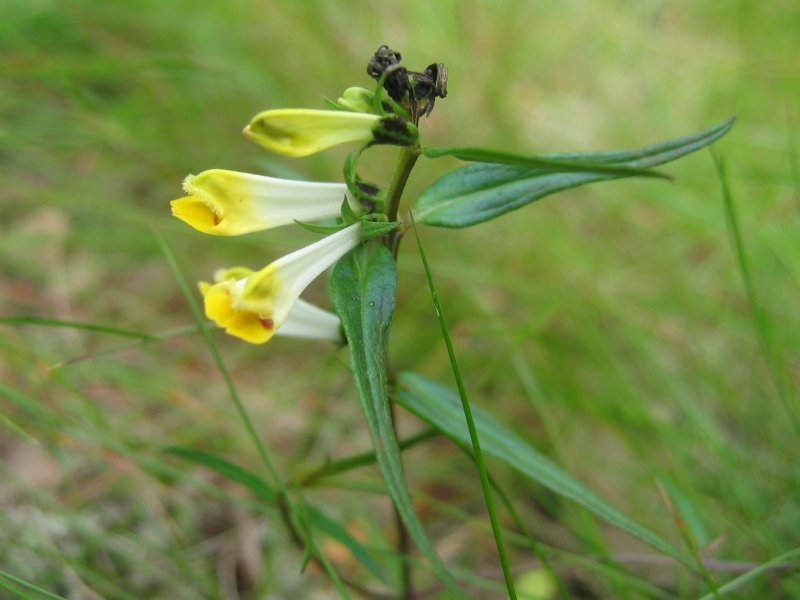
Melampyrum pratense subsp. commutatum

- Melampyrum pratense subsp. pratense (Syn.: Melampyrum pratense subsp. concolor (Schoenh.) Oberd.): Blüten einfarbig gelb, Stängelglieder wenige, verlängert. Sie ist in Mitteleuropa eine Charakterart des Verbands Quercion roboris und kommt besonders im Betulo-Quercetum petraeae und im Luzulo-Abietetum vor.[1]
- Melampyrum pratense subsp. commutatum (A. Kern.) C.E. Britton: Blüten weißlich mit gelber Lippe, Stängelglieder zahlreich. Sie ist in Mitteleuropa eine Charakterart der Ordnung Quercetalia roboris-petraeae.[1]
- Melampyrum pratense subsp. paludosum (Gaudin) Soó: Sie ist eine Moorbodenpflanze, deren Blätter nur 1–3 mm breit sind. Sie ist Charakterart des Vaccinio uliginosi-Pinetum rotundatae aus dem Unterverband Piceo-Vaccinienion uliginosi.[1]
- Melampyrum pratense subsp. oligocladum (Beauverd) Soó: Sie trägt zur Blütezeit noch ihre zwei Keimblätter. Sie kommt besonders in zwergstrauchreichen Tannen- und Fichtenwäldern über 800 m Meereshöhe vor und ist eine Charakterart des Verbands Piceion.[1]

## Ökologie

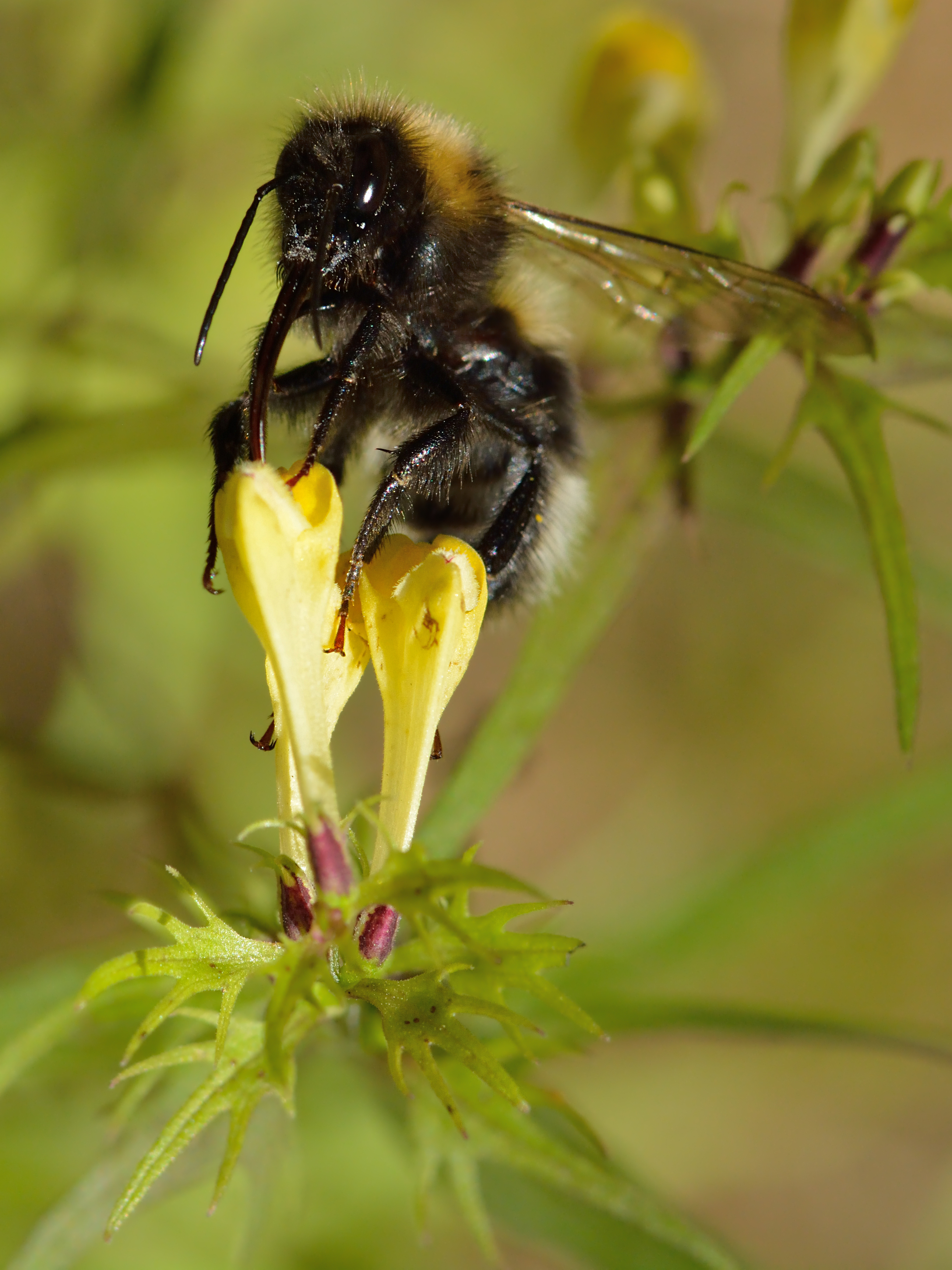
Bestäubung mit Gartenhummel

Der  Wiesen-Wachtelweizen ist ein einjähriger Halbschmarotzer, der mit knotigen Saugorganen auf den Wurzeln anderer Pflanzen, z. B. auf Fichten schmarotzt. Um an das Wasser und gelöste Nährsalze gegen die Saugkraft des Wirts zu gelangen, hat die Pflanze eine besonders hohe Transpirationsrate und welkt daher nach dem Abpflücken sehr schnell. Beim Herbarisieren werden die Pflanzen aufgrund von Oxidationsprozessen schnell fast schwarz. Die Keimblätter bleiben aber als Assimilationsorgane lange erhalten. Die Hochblätter tragen extraflorale Nektarien. 
Die Blüten sind „Maskenblumen“ und stehen in ährenförmigen, lichtwendigen Trauben. Der Pollen ist glatt und trocken und wird bei Berührung der Staubblattanhängsel ausgestreut. Wegen der bis 15 Millimeter langen Röhre sind nur Hummeln als legale Bestäuber erfolgreich; Bienen verüben dagegen „Einbruch“. Durch Krümmung der Griffel zu den Staubbeuteln ist auch spontane Selbstbestäubung möglich. Neuerdings wurde nachgewiesen, dass sich an der Blütenaußenseite überdimensionale Staubbeutelattrappen befinden. Die Blütezeit liegt zwischen Mai und August.
Die Früchte sind fachspaltige, zweifächrige Kapseln mit nur wenigen Samen. Durch zwei abstehende Kelchzähne sind sie Windstreuer und Tierstreuer. Auch eine Ausbreitung durch Ameisen (Myrmekochorie) kommt vor; diese werden bis zur Fruchtreife durch extraflorale Nektarien an den Hochblättern angelockt. Die Samen sind Ameisenpuppen täuschend ähnlich und keimen in den „Ameisennestern“. Die Fruchtreife liegt zwischen Juli und September. Die Samen sind kurzlebige Kältekeimer.

## Giftigkeit
Durch den Gehalt an Aucubin ist der Wiesen-Wachtelweizen in allen Teilen schwach giftig. Besonders giftreich sind die Samen; sie können z. B. für Mäuse tödlich sein. Vergiftungen wurden aber auch bei Pflanzenfressern beobachtet.
Die schwarz-blaue Färbung des Brotgetreides geht auch auf Aucubin zurück. 